# Humbertiella similis
Humbertiella similis (лат.) — вид богомолов рода Humbertiella из семейства Gonypetidae. Встречается в Южной Азии: Индия (Гоа, Химачал-Прадеш, Джамму, Керала, Мадхья-Прадеш, Одиша, Тамилнад, Уттар-Прадеш); Непал; Шри-Ланка. У этого богомола, обитающего на коре, бледное
тело от черноватого до цвета мёртвой коры, глаза округлые, боковые доли вершины выдаются вперёд. Пронотум немного шире спереди. На передних бёдрах более длинные внутренние шипы апикально чёрные, а жилки на боковой области переднего крыла расположены неравномерно.
Длина тела до 27 мм. От близких видов отличается тем, что лобный склерит с менее дугообразным верхним краем; середина почти прямая; костальная область переднего крыла пересечена неровными жилками; длинные внутренние шипы передних бёдер апикально чёрные. Лобный склерит коричневый, верхний край почти прямой посередине. На передней лапке тазик имеет внутреннюю небольшую узкую поперечную чёрную линию на дистальном конце и внешнее небольшое чёрное продольное пятно. Оба крыла длиннее брюшка, гиалиновые, но дымчатые; поперечные жилки костальной области не параллельны; 2-я анальная жилка 2 или 3 ветвистая.

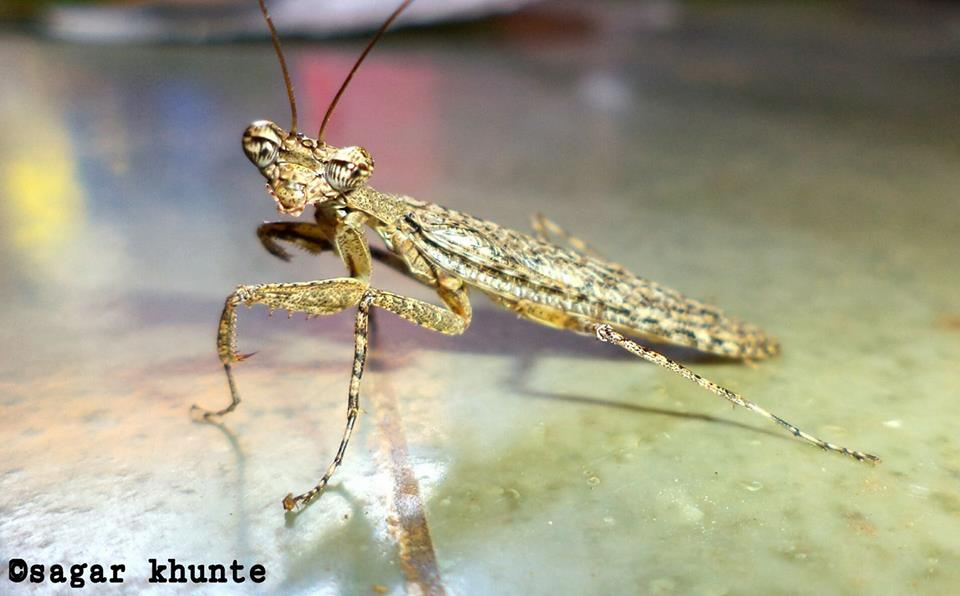
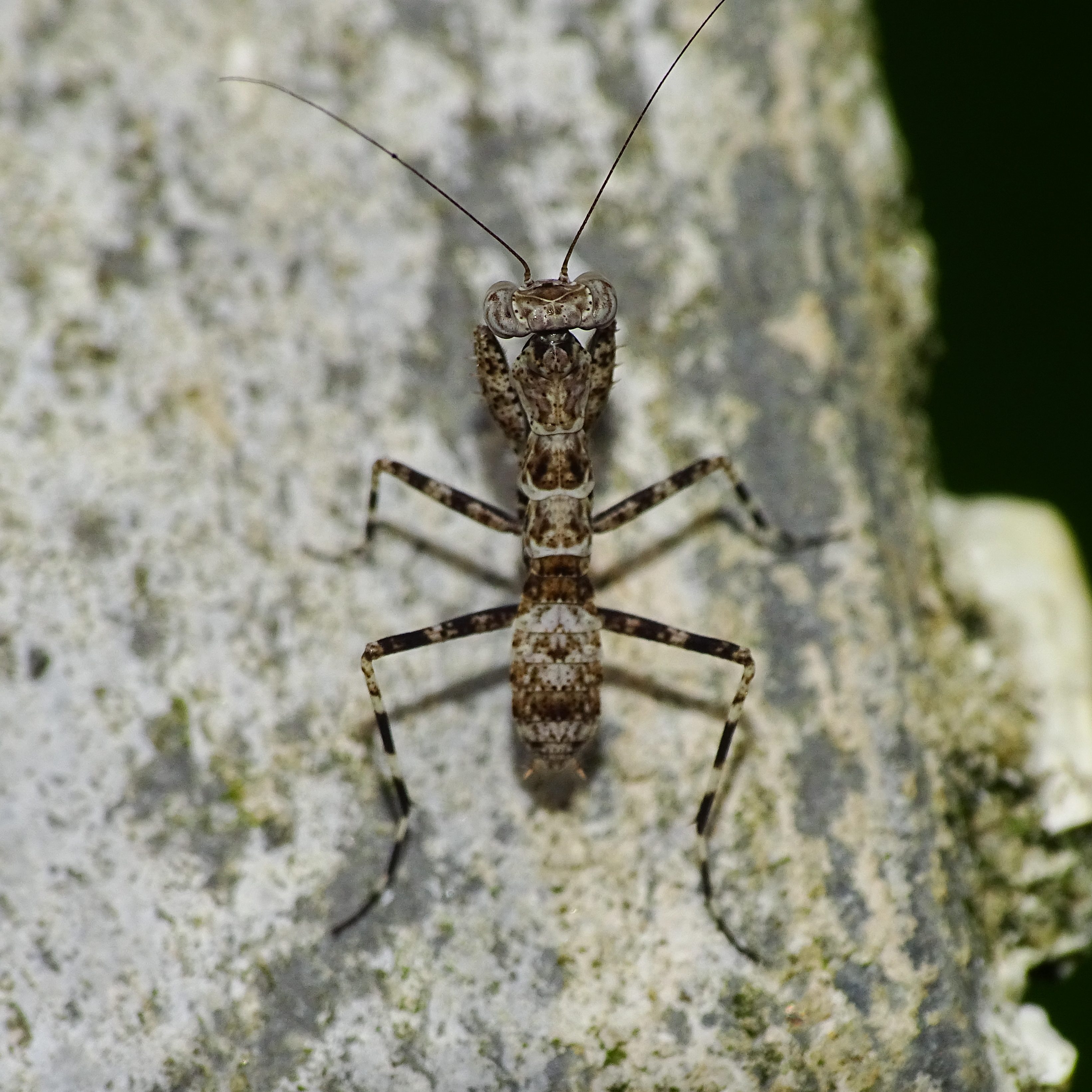
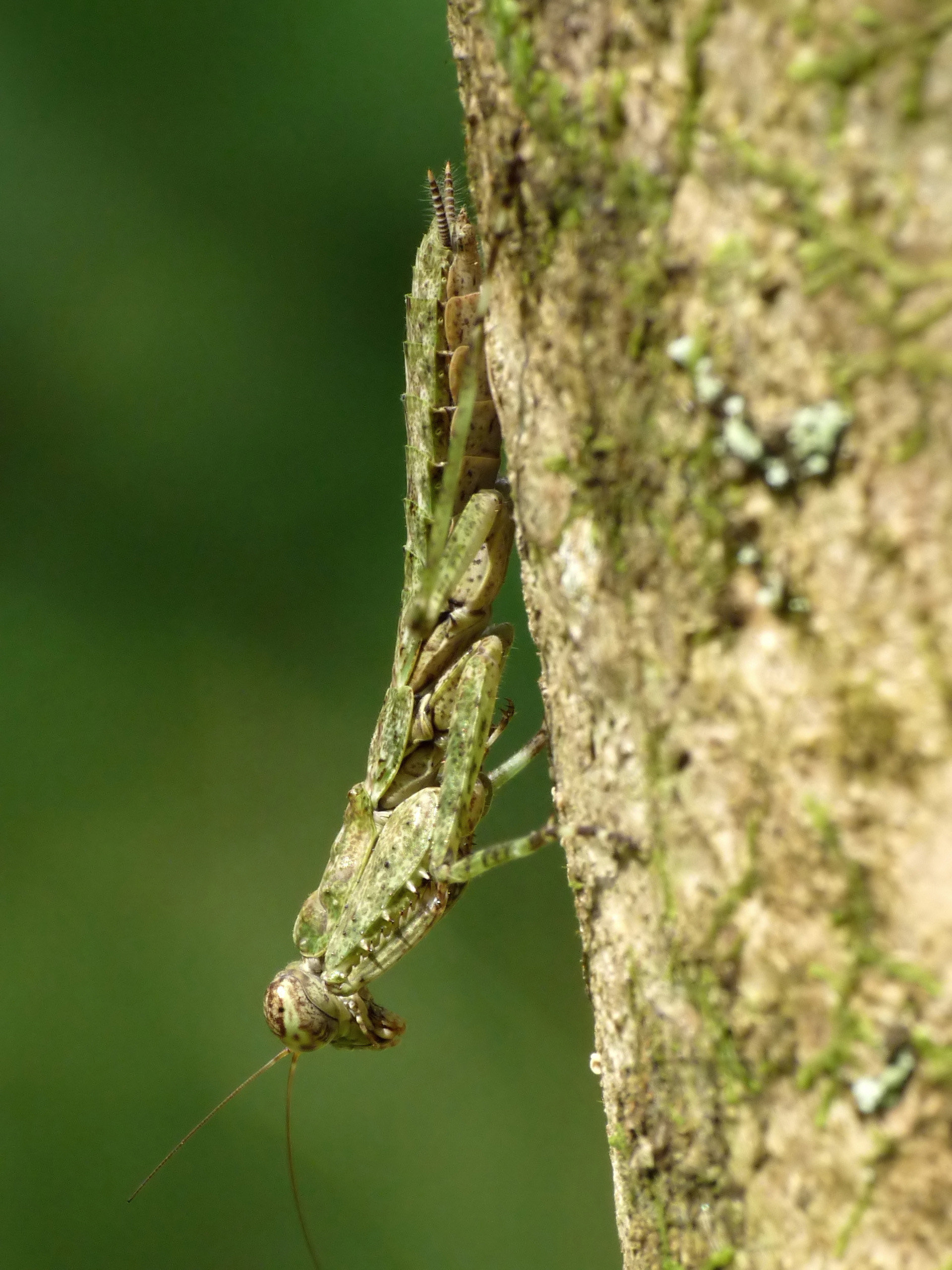